# Glauce Rocha
Glauce Eldé Ilgenfritz Corrêa de Araújo Rocha (Campo Grande, 16 de agosto de 1930 — São Paulo, 12 de outubro de 1971) foi uma atriz brasileira. 
Segundo sua sobrinha, Leonora Rocha, a data de seu nascimento é discutida: "Há uma história de que minha avó teria modificado a data de nascimento para que Glauce pudesse entrar mais cedo na escola".
Seus pais eram Leopoldino de Araújo Rocha, soldado que veio de Alagoas muito jovem, e Edelweiss Ilgenfritz Rocha, gaúcha que foi criada em Campo Grande. Ela estudou na Escola Estadual Joaquim Murtinho. Se casaram em Campo Grande e tiveram cinco filhos, dois homens e três mulheres, sendo Glauce a caçula. No colégio Júlio de Castilhos teve como colega de sala o futuro ator Walmor Chagas. No Conservatório Nacional de Teatro teve aulas com Esther Leão, Maria Clara Machado e Luísa Barreto Leite. Começou apresentando peças teatrais infantis. No início, entre 1950 e 1951, era uma das integrantes do Grupo Os Fabulosos. Sua primeira aparição profissional no teatro foi com a Companhia de Teatro de Alda Garrido, em 1952, no Rio de Janeiro. Interpretou Rosinha na peça Madame Sans Gene. O filme Rio, 40 graus, de Nelson Pereira dos Santos (1955), do qual ela participou, foi proibido em todo o território nacional pelo conteúdo "comunista". E ficou gravada uma frase de Glauce, dita ao coronel Meneses Cortes, responsável pela proibição do filme: 
- "Olha, o Sr. me dá licença de acreditar na natureza humana?". 
Sua preocupação constante com a saúde tornou-se mais acentuada após a morte da mãe, menos de um ano antes da sua. Glauce passou a colecionar tudo o que falasse sobre enfarte do miocárdio. E esse foi o mal que a levou precocemente, aos 40 anos. Ou 38, como alguns afirmam. Seu último trabalho foi na novela Hospital, na TV Tupi, que ela não chegou a concluir. Na trama ela era a personagem Helena e sua personagem desapareceu da trama. Faleceu às 17h15 do dia 12 de outubro de 1971, na Unidade Cardiológica da Alameda Santos, em São Paulo. Os jornais deram como causa da morte o excesso de trabalho. O corpo de Glauce foi velado em São Paulo mas sepultado em Campo Grande, conforme seu desejo.

## Carreira

### No cinema
| Ano  | Título                                  | Personagem      | Notas                              |
| ---- | --------------------------------------- | --------------- | ---------------------------------- |
| 1950 | Aviso aos Navegantes                    | —               | Figurante                          |
| 1952 | Com o Diabo no Corpo                    | —               |                                    |
| 1953 | Aventura no Rio                         | —               |                                    |
| 1954 | Rua sem Sol                             | Marta           | [ 2 ]                              |
| 1955 | Rio, 40 Graus                           | Rosa            |                                    |
| 1957 | O Noivo da Girafa                       | Inezita         |                                    |
| 1958 | Traficantes do Crime                    | —               |                                    |
| 1959 | É um Caso de Polícia                    | Belinha         | Lançado em 2016 no Festival do Rio |
| 1961 | Mulheres e Milhões                      | —               |                                    |
| 1962 | Cinco Vezes Favela                      | —               | Segmento: "Pedreira de São Diogo"  |
| 1962 | Os Cafajestes                           | Prostituta      | [ 4 ]                              |
| 1962 | Quatro Mulheres para um Herói           | Viúva           |                                    |
| 1962 | Sol sobre a Lama                        | Pureza          | [ 5 ]                              |
| 1964 | O Beijo                                 | Moça na boate   |                                    |
| 1966 | Engraçadinha depois dos Trinta          | —               |                                    |
| 1966 | A Derrota                               | Mulher          |                                    |
| 1967 | Terra em Transe                         | Sara            |                                    |
| 1968 | Na Mira do Assassino                    | Magricela       |                                    |
| 1969 | Tempo de Violência                      | Maria da Glória |                                    |
| 1969 | Incrível, Fantástico, Extraordinário    | —               |                                    |
| 1970 | A Navalha na Carne                      | Neusa Suely     |                                    |
| 1970 | Roberto Carlos e o Diamante Cor-de-rosa | —               |                                    |
| 1970 | O Dia Marcado                           | Glória          |                                    |
| 1971 | Um Homem sem Importância                | Selma           |                                    |
| 1972 | Jardim de Guerra                        | —               | Lançamento póstumo                 |
| 1972 | Cassy Jones, o Magnífico Sedutor        | Frida           | Lançamento póstumo                 |

### Trabalhos na televisão
| Ano  | Título              | Personagem |
| ---- | ------------------- | ---------- |
| 1971 | Hospital            | Helena     |
| 1970 | Irmãos Coragem      | Estela     |
| 1969 | Véu de Noiva        | Helena     |
| 1969 | Rosa Rebelde        | —          |
| 1969 | A Última Valsa      | Kathy      |
| 1968 | Passo dos Ventos    | Bárbara    |
| 1966 | A Noiva do Passado  | —          |
| 1964 | Casa de Bonecas     | —          |
| 1961 | Adeus às Armas      | —          |
| 1959 | Cabocla             | Zuca       |
| 1958 | O Jovem Dr. Ricardo | —          |

## Teatro
- Uma Ponte Sobre O Pântano- 1971
- O Exercício- 1969
- Um Uísque Para o Rei Saul- 1968- Prêmio Moliére de melhor Atriz
- A Agonia do Rei-1968
- Amor por Anexis- 1967
- Perto do Coração Selvagem- 1965
- Electra- 1965
- Terror e Miséria no III Reich- 1963
- Não Consultes Médico - 1961
- Doce Pássaro da Juventude- 1960
- As Três Irmãs- 1960
- A Beata Maria do Egito- 1959
- A Cantora Careca- 1958
- A Lição-1958
- A Mulher de Briga - 1955
- Dona Xepa - 1953

## Prêmios
| Ano  | Premiação                                 | Categoria                | Trabalho           | Resultado | Ref.   |
| ---- | ----------------------------------------- | ------------------------ | ------------------ | --------- | ------ |
| 1955 | II Festival de Cinema do Distrito Federal | Melhor Atriz             | Rua sem Sol        | Venceu    | [ 8 ]  |
| 1961 | Prêmio Saci                               | Melhor Atriz Coadjuvante | Mulheres e Milhões | Venceu    |        |
| 1967 | Prêmio Governador do Estado               | Melhor Atriz             | Terra em Transe    | Venceu    | [ 9 ]  |
| 1967 | Festival de Cinema de Juiz de Fora        | Melhor Atriz             | Terra em Transe    | Venceu    | [ 9 ]  |
| 1969 | Festival de Brasília                      | Melhor Atriz Coadjuvante | Tempo de Violência | Venceu    | [ 10 ] |